# Bates Motel (Fernsehserie)
Bates Motel ist eine US-amerikanische Thriller-Fernsehserie, die in den Jahren 2013 bis 2017 in fünf Staffeln mit insgesamt 50 Folgen von dem Sender A&E produziert wurde. Die Serie erzählt die Vorgeschichte zum Roman Psycho von Robert Bloch, der 1960 von Alfred Hitchcock verfilmt wurde. Jedoch setzt die Serie die Handlung in die heutige Zeit und ist somit nicht als direktes Prequel zum Film oder zum Roman zu betrachten, sondern greift lediglich dessen Motive auf. Sie wurde unter anderem von Carlton Cuse produziert, der zuvor an der Serie Lost beteiligt war.
Die Serie wurde 2017 mit der fünften Staffel beendet.

## Handlung

### Staffel 1
Norma Bates zieht nach dem Tod ihres Mannes mit ihrem 17-jährigen Sohn Norman von Arizona nach White Pine Bay, Oregon, wo sie bei einer Zwangsversteigerung das „Seafairer Motel“ und ein Haus erstanden hat. Norman wird schnell von beliebten Mädchen der Stadt entdeckt und angesprochen und zu einer Party eingeladen. Während Norman auf der Party ist, bricht der ehemalige Haus- und Motelbesitzer Keith Summers ins Haus ein. Norma versucht sich zu verteidigen und ruft nach Normans Hilfe. Norman kommt gerade nach Hause, als der Hausbesitzer seine Mutter vergewaltigt und schlägt ihn zu Boden. Nachdem Summers wieder zu sich kommt und aufstehen will, ersticht Norma ihn schließlich mit einem Messer. Gemeinsam mit Norman trägt sie die Leiche in die Badewanne, um schließlich die Spuren zu beseitigen. Beim Herausreißen des Teppichs findet Norman ein Skizzenbuch mit einigen Zeichnungen, in denen Frauen gefoltert werden. Kurze Zeit später bekommen die Bates Besuch von zwei örtlichen Polizisten, die eine Routineuntersuchung durchführen und dabei fast die Leiche entdecken. Norman und seine Mutter versenken die Leiche daraufhin im Hafen.
Kurze Zeit später erreicht Dylan, Normans Halbbruder, das neue Zuhause von Norma und Norman und es kommt zu neuen starken Spannungen. Norman muss bald darauf mitansehen, wie der Vater von Bradley, einer gleichaltrigen Freundin, mit starken Verbrennungen am ganzen Körper einen Autounfall hat und bald darauf in ein künstliches Koma gelegt wird, bevor er stirbt. Kurz nach dessen Tod kommt Norman Bradley näher und sie schlafen miteinander. Doch Normans starke Zuneigung zu Bradley ist nur einseitig und Norman wird von ihr abgewiesen. Stattdessen baut Emma, eine Mitschülerin mit dem CF-Syndrom, starke Gefühle für Norman auf und sucht zunehmend seine Nähe. Norman erzählt ihr von dem Buch mit den Zeichnungen der gefolterten Frauen. Emma findet heraus, dass die Frau, die die Geschehnisse schildert, tatsächlich existiert. Norman findet das Mädchen im Keller von Zack Shelby, einem Deputy, der eine Beziehung zu seiner Mutter begann, als er den Gürtel von Summers suchte, den Shelby an sich nahm, als die Polizei das Haus der Bates durchsuchte. Norman und Emma bringen das Mädchen ins Motel und verstecken sie dort. Norma wird schließlich mit der Wahrheit konfrontiert, dass Shelby eine Asiatin als Sexsklavin festhielt. Als Shelby herausfindet, dass die Bates das Mädchen verstecken, kommt es zu einer dramatischen Konfrontation, bei der Shelby von Dylan erschossen wird. Sheriff Romero nimmt die Schuld für Shelbys Tod auf sich und unterstützt Norma sogar, indem er behauptet, Shelby sei für Summers Tod verantwortlich.
Kurz nach Shelbys Tod zieht ein Mann in Zimmer №9 ein, der zu Summers Lebzeiten regelmäßig dort lebte. Norma sieht sich schließlich nach einigen Ereignissen von ihm bedroht und verweist ihn des Motels. Der Mann beginnt psychologische Spielchen mit ihr zu treiben, die die Polizei nicht zu unterbinden versucht, weil sie Norma nicht glaubt. Dazu kommt, dass die Geschichte um Shelbys Tod in der Stadt die Runde macht, in Folge kein Restaurant Werbung für das Motel machen möchte und auch die Reservierungen ausbleiben. Der Mann, Jake Abernathy, erpresst Norma schließlich. Er fordert 150.000 Dollar, die Summers irgendwo versteckt hatte. Norma erzählt Romero davon, der ihr versichert, sich darum zu kümmern. Am vereinbarten Treffpunkt beobachtet Norma, wie Romero Abernathy erschießt, wissend, dass sie ihn beobachtet.
Norman geht mit Emma zu einem Schulball. Als diese jedoch seine starke Zuneigung für Bradley bemerkt, beschließt sie nach einem Streit, den Ball zu verlassen. Norman wird daraufhin von Bradleys Freund vor der Sporthalle geschlagen. Auf dem Heimweg spricht ihn seine Lehrerin, Miss Watson, an und nimmt ihn mit nach Hause, um seine Wunde zu verarzten. Als Norman sie daraufhin beim Umziehen beobachtet, erscheint ihm – wie schon öfter im Laufe der letzten Ereignisse – seine Mutter, die ihm sagt, dass er weiß, was zu tun ist. In den letzten Minuten der ersten Staffel betritt Norman das Grundstück des Seafairer Motels und wird von seiner Mutter in den Arm genommen, die ihm sagt, dass jetzt alles gut werde. Daraufhin sieht der Zuschauer die Leiche von Miss Watson.

### Staffel 2
Nach der Beerdigung von Miss Watson begeht Bradley einen Suizidversuch. Vier Monate später hat sich das Bates Motel zu einem erfolgreichen Urlaubsziel entwickelt, aber Norma macht sich Sorgen um ihren Sohn, der viel Zeit auf dem Friedhof am Grab von Miss Watson verbringt und ihren Tod nur schwer verarbeitet. Während sie sich also Sorgen um ihn macht, muss sie sich dazu einer anderen Herausforderung stellen: Der Bau der Schnellstraße beginnt früher als geplant und gefährdet somit den Erfolgskurs des Motels. In der Zwischenzeit findet Dylan heraus, dass Bradleys Vater eine Affäre mit Miss Watson hatte und als ihr Freund, Gil, dies herausfand, hat dieser Mr. Martin getötet. Dylan erzählt Bradley von seiner Entdeckung, die daraufhin Gil tötet und anschließend Norman um Hilfe bittet. Norman versteckt Bradley im Keller. Zane, der neue Drogenboss und Vorgesetzter von Dylan, vermutet, dass der konkurrierende Drogenclan (Ford) Gil umgebracht hat. Nachdem das Sperma in Miss Watsons Vagina dem Kiffer Kyle zugeordnet worden war, wurde dieser festgenommen. Neben dem Sperma mit seiner DNA wurde jedoch zusätzlich Sperma einer unbekannten weiteren Person entdeckt. Bradley beschließt, die Stadt zu verlassen und wird von Dylan zu einer Bushaltestation gefahren. Währenddessen kommt Normas Bruder Caleb in die Stadt und sucht das Bates Motel. Jedoch schmeißt ihn Norma direkt wieder hinaus, als er das Motel erreicht. Caleb trifft Dylan und erzählt ihm davon, wie er Norma damals vor Normans und Dylans brutalen Vater beschützt hätte. Dylan verteidigt Caleb schließlich vor seiner Mutter. Doch diese gesteht in einem Streit schließlich, dass ihr Bruder sie in ihrer Kindheit vergewaltigt habe und in Wahrheit Dylans Vater ist. Wütend und verwirrt verlässt er das Motel und trifft am darauffolgenden Tag erneut Caleb, der ihm zum Angeln mitnehmen möchte. Doch als Dylan ihn auf die Vergewaltigung seiner Mutter anspricht und ihm offenbart, dass er sein Sohn sei, weist er die Vorwürfe von sich und meint, es sei alles nicht ganz so geschehen wie dargestellt. Außerdem habe Norma auf der Highschool mit einem Typen geschlafen und der sei der Vater. Angestachelt von der Wut macht Norman das Motel ausfindig, in dem Caleb untergekommen ist und fällt in eine Art Trance, in der er ihn zur Rede stellen will und dann versucht, ihn umzubringen. Doch Caleb kommt ihm zuvor und rammt ihn zu Boden. Cody Brennan, Normans neue Freundin und Servicekraft in einem Supermarkt, sammelt ihn in einem Café auf, aus dem heraus sie angerufen wurde und stellt fest, dass Norman in einer Trance ist und kaum Regungen zeigt.
Norman gibt gegenüber Cody zu, dass er in der Vergangenheit Blackouts hatte und sich nur noch an Bruchstücke erinnern kann, aber er verlangt von ihr, dass sie niemandem davon erzählt, vor allem nicht seiner Mutter. Sheriff Alex Romero kommt derweil im Motel unter, nachdem sein Haus vom neuen Drogenboss Zane niedergebrannt wurde. Nachdem im Stadtrat ein Posten freigeworden ist, versucht Norma mit der Hilfe von Christine sich darauf zu bewerben und bekommt ihn auch, was allerdings an dem Kontakt zu Nick Ford liegt, welcher in der Stadt großen Einfluss ausübt.
Unterdessen erleidet Norman einen weiteren Blackout, während er mit Cody zusammen ist. Aus Angst, er könnte sich oder jemand anderem etwas antun, während er diese Blackouts hat, bricht sie ihr Schweigen gegenüber Emma, die es Normans Mutter erzählt. Wütend geht Norman daraufhin auf Cody los und weckt durch das Gebrüll ihren Vater. Dieser nimmt Cody in die Mangel und als Norman ihn von ihr weg stößt, fällt dieser die Treppe zum Keller hinab und bricht sich das Genick.
Norman wird zu dem Fall auf dem Präsidium befragt und man nimmt außerdem seine DNA auf. Cody vertraut Norman an, dass seine Mutter etwas vor ihm verheimlicht, das mit seinen Blackouts zusammenhängt. Nach dem Tod ihres Vaters verlässt sie die Stadt und zieht zu ihrer Tante nach Indiana. Norman wird bald darauf von der Polizei entlassen. Der Todesfall von Codys Vater wird als Unfall eingestuft. Sheriff Romero bekommt am Abend einen Anruf von seiner Kollegin, die Normans DNA weiter untersucht und herausgefunden hat, dass das Sperma mit der zweiten DNA, das in Miss Watson entdeckt wurde, Norman Bates zugeordnet werden konnte. Währenddessen überfällt Zane einen der Unterschlüpfe von Nick Ford und bringt seine Männer um. Nick Ford setzt sich daraufhin mit Dylan in Verbindung, der ihn anweist, Zane umzulegen, weil sonst seine Familie in Gefahr sei.
Da Norma ihrem Sohn nicht sagen will, was mit ihm nicht stimmt, baut Norman immer mehr Distanz zu ihr auf. Nach einem Streit am Abend verlässt Norma wutentbrannt das Haus und schläft mit George, womit sie Nick Ford die Gelegenheit gibt, ihren Sohn zu entführen. Dieser wird in einem Verschlag im Wald versteckt, wo er wieder in Trance verfällt und sich an die Mordnacht von Miss Watson erinnern kann. Norma erhält einen Anruf von Nick, der ihr erklärt, dass er ihren Sohn habe und ihn erst freilässt, wenn Dylan Zane umgebracht hat, andernfalls würde Norman sterben.
Als Dylan den Unterschlupf von Zane aufsucht und es ihm unmöglich ist, ihn umzubringen, sucht er das Haus von Nick Ford auf. Dylan teilt Ford den Ort mit, wo sich Zane aufhält. Er habe ihn nicht töten können, da das Haus von schwer bewaffneten Männern bewacht wird. Als Nick Ford Dylan daraufhin zur Strecke bringen will, schafft Dylan es, Nick zu entwaffnen und ihn stattdessen umzubringen. Zusammen mit Alex Romero macht er sich dann auf die Suche nach Norman und finden ihn endlich im Wald. Beide liefern Norman im Krankenhaus ab und machen sich dann auf den Weg zu Jody, Zanes Schwester, Dylans Chef und somit Drogenboss, die ihren Bruder anruft und ihn unter einem Vorwand zu sich lockt. Der ahnt den Hinterhalt allerdings und geht mit geladener Waffe auf seine Schwester los und tötet diese, nachdem sie ihm mit einem Messer in den Arm schnitt. Sheriff Romero bereinigt die Situation, in dem er Zane mit einer Schrotflinte in den Rücken schießt.
Im Krankenhaus versucht Norman seiner Mutter von seinem „Traum“, während er im Verschlag eingesperrt war, zu erzählen, doch diese stoppt ihn und meint, er solle nicht mehr daran denken. Doch da Romero Klarheit in dem Fall Miss Watson haben will, ordnet er einen inoffiziellen Lügendetektortest an, der ans Licht bringen soll, ob Norman Miss Watson umgebracht und Romero somit einen Unschuldigen hinter Gitter gebracht hat, oder unschuldig ist. Während ihm die entscheidende Frage gestellt wird, verfällt Norman wieder in Trance und trifft auf seine Mutter, die ihm erzählt, dass sie Miss Watson umgebracht hat. So antwortet Norman mit einem „Nein“ und der Test erkennt die Antwort als Wahrheit.

### Staffel 3
Norman Bates’ letztes Schuljahr an der Highschool beginnt. Als ihm während der Mittagspause in der Kantine eine blutende Blair Watson erscheint, entscheidet seine Mutter Norma Bates, ihn zukünftig zuhause zu unterrichten.
Nachdem Normas Mutter stirbt, taucht ihr Bruder Caleb in White Pine Bay auf und sucht den Kontakt zu Dylan.
Norman freundet sich mit Annika Johnson an, die für ein paar Nächte im Bates Motel eingecheckt hat. Später verschwindet sie jedoch spurlos. Norma sorgt sich um Annika und durchsucht ihr verlassenes Motelzimmer. Dabei findet sie eine Einladung zu einer Veranstaltung in einem dubiosen Herrenklub. Sie schleicht sich zu der Veranstaltung, aber Sheriff Romero erwischt sie und verspricht ihr, Annika zu suchen. Später bittet Romero Norma, die Leiche einer jungen Frau zu identifizieren. Zu Normas Erleichterung handelt es sich bei der Leiche nicht um Annika.
Romero trifft sich mit Bob Paris, der den Herrenverein betreibt, um Informationen über Annika zu erhalten.
Norma trifft im Community College auf den Psychologie-Professor James Finnigan, der ihr seine Hilfe anbietet.
Norman hat einen weiteren Blackout und taucht in der Badewanne unter, in der Hoffnung sich daran zu erinnern, ob er etwas mit Annikas Verschwinden zu tun hat. Norma rettet ihn vor dem Ertrinken und geht anschließend hinunter zum Motel. Dort kommt Annika mit einer Schusswunde an, gibt Norma einen USB-Stick und stirbt. Norma ist entschlossen, den passwortgeschützten USB-Stick zu knacken, und fragt Dylan, ob er ihr helfen könne.
Eines Nachts folgt Norman Dylan zu seiner Hütte und entdeckt Caleb. Er droht Dylan, dies ihrer Mutter zu erzählen, aber Dylan bittet ihn, es nicht zu tun, um die gute Beziehung, die sich zwischen Dylan und Norma entwickelt hat, nicht zu gefährden.
Bob durchsucht das Büro des Motels auf der Suche nach dem USB-Laufwerk. Später drängt ein Mann Norma von der Straße ab und sagt ihr, sie solle Bob den Stick geben. Dylan besteht darauf, dass Norma das Laufwerk zu Romero gibt.
Norman ist verwirrt von den jüngsten Geschehnissen – er glaubt, dass er Norma bereits über Calebs Verbleib informiert habe.
Romero trifft sich wieder mit Bob, der zugibt, dass er das Flash-Laufwerk zurückwill, aber nicht enthüllt, was sich darauf befindet. Dylans Freund Gunner entschlüsselt den USB-Stick und findet darin ein Finanzbuch aus dem illegalen Drogenhandel der Stadt. Norma verhandelt mit Bob; dieser stimmt dem Aufstellen einer Werbetafel in der Nähe der Umgehungsstraße zu – im Austausch für den USB-Stick.
Als Norma von Calebs Rückkehr erfährt, packt sie einen Koffer und stürmt hinaus. Als sie in Portland ankommt, kauft sie ein neues Outfit, tauscht ihr Auto ein und landet im Haus von James, wo sie gesteht, dass Norman seinen Vater während einer seiner Blackouts umgebracht hat. Dylan hat mit Normans Trennungsangst zu kämpfen; während Normas Abwesenheit nimmt Norman ihre Persönlichkeit an und trägt ihre Kleidung.
Romero wird angeschossen und ins Krankenhaus eingeliefert. Der neue Sheriff-Anwärter Marcus Young besucht ihn und erzählt ihm, dass seine Zeit als Sheriff sich dem Ende nähert. Romero folgt Marcus zum Parkhaus und tötet ihn.
Norma erkennt, dass sie immer noch Mutter ist und kehrt nach Hause zurück. Sie geht auf den Wunsch ihrer Söhne ein, sich mit Caleb zu treffen, der zusammenbricht und sich entschuldigt, als sie zu ihm kommt.
Dylan und Emma kommen sich näher. Von Emmas Vater erfährt Dylan, dass sie viel kränker ist, als sie zugibt.
Romero entdeckt den Namen seiner Mutter im Finanzbuch, das auf dem USB-Stick war. Er konfrontiert seinen Vater im Gefängnis. Sein Vater benutzte den Namen seiner Mutter, um Drogen in das Gefängnis zu bekommen.
Nachdem er von Norman angegriffen wurde, erzählt James Norma, dass Norman dringend Hilfe brauche.
Norma kocht ein Familienessen, um Norman näher zu kommen. Zu Normans Missmut lädt sie Caleb ein; Dylan lädt Emma ein, und auch Romero ist dabei.
Bob entführt und foltert James, um Informationen über Norma zu erhalten. Er erzählt Romero von Normas Beziehung mit James, und dass Norman seinen Vater getötet hat. Romero beendet seine Freundschaft zu Norma, als sie behauptet, ihr Mann sei bei einem Unfall gestorben.
James erzählt Norma, dass er Bob alles erzählt hat und flieht aus der Stadt. Dylan nimmt einen riskanten Job an, um an Geld für Emmas Lungentransplantation zu kommen.
Nach einem Blackout begegnet Norman Bradley, die in die Stadt zurückgekehrt ist. Nachdem die beiden herausgefunden haben, dass Bradleys Mutter schnell über ihren „Tod“ hinweggekommen ist, versucht Bradley, Norman zu verführen. Ihm erscheint Norma und er verlässt den Raum.
Norma erzählt Bob, dass sie ihm das Flash-Laufwerk geben wird, aber er sagt, dass sie nichts mehr mit ihm zu verhandeln hat. Verzweifelt durchsucht Norma Romeros Haus, um den USB-Stick zu finden. Von Romero erfährt sie, dass der Stick bereits von der Drogenfahndung DEA untersucht wird. Ein hitziger Streit entbrennt, denn Romero will, dass Norma die Wahrheit über den Tod ihres Mannes sagt. Sie sagt schließlich, dass sie beide wissen, wer ihn getötet hat.
Bevor Caleb die Stadt wieder verlässt, erzählt er Norma von Norman, dass er ihre Persönlichkeit angenommen und ihn angegriffen hat.
Dylan gibt Emmas Vater das Geld für die Lungentransplantation, bekommt aber später einen Anruf von ihm und erfährt, dass Emma verschwunden ist. Dylan findet sie, und sie erzählt ihm von ihren Ängsten vor der Operation. Dann küssen sich die beiden.
Romero ruft Bob an, um ihn vor der bevorstehenden Verhaftung zu warnen. Bob geht zum Yachthafen und findet dort Romero, der ihn erschießt.
Norman plant, die Stadt mit Bradley zu verlassen und streitet mit seiner Mutter über seinen geistigen Zustand. Sie schlägt Norman bewusstlos und zieht ihn in den Keller. Norman entkommt und flieht mit Bradley. In Normas Persönlichkeit zieht er Bradley aus dem Auto und tötet sie. Er rollt dann das Auto in die Bucht – er und seine „Mutter“ beobachten, wie das Auto versinkt.

## Besetzung und Synchronisation
Die deutsche Synchronisation entsteht nach einem Dialogbuch von Thomas Maria Lehmann und unter der Dialogregie von Martin Schmitz durch die Synchronfirma Cinephon Filmproduktions GmbH in Berlin.
| Rollenname          | Schauspieler/in         | Hauptrolle | Nebenrolle                 | Synchronsprecher/in        |
| ------------------- | ----------------------- | ---------- | -------------------------- | -------------------------- |
| Norma Louise Bates  | Vera Farmiga            | 1.01–5.10  |                            | Victoria Sturm             |
| Norman Bates        | Freddie Highmore        | 1.01–5.10  |                            | Patrick Baehr              |
| Dylan Massett       | Max Thieriot            | 1.02–5.10  |                            | Jan Makino                 |
| Emma Decody         | Olivia Cooke            | 1.01–5.10  |                            | Marie Christin Morgenstern |
| Bradley Martin      | Nicola Peltz            | 1.01–2.02  | 3.08–3.10                  | Jodie Blank                |
| Sheriff Alex Romero | Nestor Carbonell        | 2.01–5.10  | 1.01–1.10                  | Oliver Feld                |
| Caleb Calhoun       | Kenny Johnson           | 3.01–3.10  | 2.02–2.10, 4.06, 5.01–5.04 | Markus Pfeiffer            |
| Miss Blair Watson   | Keegan Connor Tracy     |            | 1.01–1.10, 2.09, 3.01      | Marieke Oeffinger          |
| Richard Slymore     | Richard Harmon          |            | 1.01–2.01                  | Leonhard Mahlich           |
| Lisa                | Brittney Wilson         |            | 1.01–1.10                  |                            |
| Deputy Zack Shelby  | Mike Vogel              |            | 1.01–1.07                  | Sebastian Schulz           |
| Will Decody         | Ian Hart                |            | 1.04, 1.08                 | Frank Röth                 |
| Will Decody         | Andrew Howard           |            | 3.07–4.09                  |                            |
| Remo Wallace        | Ian Tracey              |            | 1.06–2.09, 5.10            | Sven Gerhardt              |
| Jake Abernathy      | Jere Burns              |            | 1.07–1.10                  | Tobias Lelle               |
| Gunner              | Keenan Tracey           |            | 1.08–4.03                  | Christian Zeiger           |
| Maggie Summers      | Jillian Fargey          |            | 1.10, 5.04–5.09            | Peggy Sander               |
| Nick Ford           | Michael O’Neill         |            | 2.01–2.10                  | Uwe Karpa                  |
| Christine Heldens   | Rebecca Creskoff        |            | 2.02–2.10                  | Debora Weigert             |
| Zane Morgan         | Michael Eklund          |            | 2.02–2.10                  | Matthias Deutelmoser       |
| George Heldens      | Michael Vartan          |            | 2.03–2.10                  | Tobias Kluckert            |
| Cody Brennan        | Paloma Kwiatkowski      |            | 2.03–2.07                  | Mia Diekow                 |
| Jodi Morgan         | Kathleen Robertson      |            | 2.05–2.10                  | Melanie Hinze              |
| Patty Lin           | Agam Darshi             |            | 2.07–2.08                  | Josephine Schmidt          |
| Declan Rogers       | Francis X. McCarthy     |            | 2.09–2.10                  |                            |
| Annika Johnson      | Tracy Spiridakos        |            | 3.01–3.04                  | Lara Trautmann             |
| Chick Hogan         | Ryan Hurst              |            | 3.02–5.09                  | Jan-David Rönfeldt         |
| Bob Paris           | Kevin Rahm              |            | 3.02–4.01                  | Viktor Neumann             |
| James Finnegan      | Joshua Leonard          |            | 3.03–3.08                  | Felix Spieß                |
| Marcus Young        | Adetomiwa Edun          |            | 3.03–3.07                  | Daniel Sellier             |
| Liz Babbitt         | Anika Noni Rose         |            | 3.09–4.10                  | Ursula Hugo                |
| Vicki Monroe        | Fiona Vroom             |            | 3.10–4.07                  | Ilona Brokowski            |
| Dr. Gregg Edwards   | Damon Gupton            |            | 4.01–4.09, 5.05            | Sebastian Walch            |
| Audrey Ellis        | Karina Logue            |            | 4.01–4.02                  | Alexandra Wilcke           |
| Rebecca Hamilton    | Jaime Ray Newman        |            | 4.03–4.09                  | Susanne Geier              |
| Dickie Bolton       | Terence Kelly           |            | 4.03–4.07                  |                            |
| Julian Howe         | Marshall Allman         |            | 4.03–4.07                  | Nicolás Artajo             |
| Howard Collins      | Craig Erickson          |            | 4.04–4.09                  | Dirc Simpson               |
| Mac Dixon           | Lindsey Ginter          |            | 4.05                       | Sven Brieger               |
| Madeleine Loomis    | Isabelle McNally        |            | 5.01–5.09                  | Maria Hönig                |
| Sam Loomis          | Austin Nichols          |            | 5.01–5.07                  | Tobias Müller              |
| Sheriff Dana Greene | Brooke Smith            |            | 5.04–5.10                  |                            |
| Marion Crane        | Rihanna                 |            | 5.05–5.06                  | Anja Stadlober             |
| Julia Ramos         | Natalia Cordova-Buckley |            | 5.08–5.09                  | Dana Friedrich             |

## Nennenswerte Gastauftritte
Bereits in der ersten Staffel gibt es einige bekannte Gastauftritte, z. B. W. Earl Brown, der in der ersten Folge Keith Summers verkörpert, außerdem u. a. Ian Hart als Will Decody, Lara Gilchrist als Rebecca Craig und Ben Cotton als Danny. In den weiteren Staffeln hatten Brendan Fletcher als Kyle, Robert Moloney als Lee Berman und Wilson Bethel als Taylor Gastauftritte. Besonders erwähnenswert ist Rihannas Verkörperung der aus dem Roman und Kinofilm bekannten Figur Marion Crane.

## Produktion
Im Januar 2012 gab der Sender A&E ein Drehbuch zur Serie, welches von Anthony Cipriano verfasst werden sollte, in Auftrag. Im Juli 2012 bestellte der Sender direkt zehn Folgen der Serie, ohne vorab eine Pilotfolge zu produzieren. Die Rolle der Norma Bates wurde im August mit Vera Farmiga besetzt, im September folgten die Verpflichtungen von Freddie Highmore und Max Thieriot.
Die erste Staffel der Serie startete am 18. März 2013. Die erste Folge der Serie wurde von 3,04 Millionen Zuschauern verfolgt und erreichte ein Zielgruppen-Rating von 1,3. Auf Grund dessen, dass die Einschaltquoten im weiteren Verlauf der Serie ihr gutes Niveau halten konnten, bestellte A&E nach der vierten ausgestrahlten Folge im April 2013 eine zweite Staffel der Serie, welche wieder aus zehn Folgen bestehen wird. Die Staffelpremiere der zweiten Staffel war am 3. März 2014 und wurde von 3,07 Mio. Zuschauern gesehen, was einem Zielgruppen-Rating von 1,3 entspricht.
Nachdem die Hälfte der zweiten Staffel ausgestrahlt war, wurde die Serie um eine dritte Staffel mit erneut zehn Folgen verlängert. Für diese Staffel wurde Kenny Johnson zum Hauptdarsteller befördert. Nachdem diese im Mai 2015 geendet hatte, bestellte A&E im Juni 2015 zwei weitere Staffeln der Serie, nach deren Ausstrahlung die Serie beendet wurde.

## Ausstrahlung
Vereinigte Staaten
Die erste Staffel der Fernsehserie mit zehn Episoden wurde in den USA vom 18. März bis zum 20. Mai 2013 auf dem Kabelsender A&E gezeigt. Die Ausstrahlung der zehn Folgen der zweiten Staffel begann am 3. März und wurde am 5. Mai 2014 beendet. Die dritte Staffel wurde von A&E vom 9. März bis zum 11. Mai 2015 ausgestrahlt. Die vierte Staffel lief in Erstausstrahlung vom 7. März bis zum 16. Mai 2016 bei A&E. Eine fünfte und voraussichtlich letzte Staffel ist für 2017 geplant. Die fünfte und letzte Staffel wird seit dem 20. Februar 2017 bei A&E ausgestrahlt. Die letzte Folge wird am 24. April 2017 über die Bildschirme flimmern und damit wird die Serie ein Ende finden.
Deutschland
Der Bezahlfernsehsender Universal Channel strahlte die erste Staffel der Serie zwischen dem 11. September und dem 9. Oktober 2013 in Doppelfolgen und mit Originalton-Option aus. Im deutschen Free-TV war die erste Staffel vom 5. Mai bis 2. Juni 2014 in Doppelfolgen auf VOX zu sehen. Die zweite Staffel zeigte der Universal Channel vom 3. September bis 1. Oktober 2014, erneut in Doppelfolgen und mit Originalton-Option. Von VOX wurden die ersten 8 von 10 Folgen der zweiten Staffel vom 1. Juni bis 20. Juli 2015 ausgestrahlt. Die Ausstrahlung der dritten Staffel zeigte Universal Channel vom 7. Juli bis 4. August 2015, ebenfalls in Doppelfolgen und mit Originalton-Option. Die vierte Staffel startete am 6. September 2016 auf dem Universal Channel; dann erstmals mit drei Folgen am Stück.
Österreich
In Österreich erfolgte die Ausstrahlung der ersten Staffel vom 22. Januar bis 19. März 2014 auf ORF eins.

## Rezeption
Die erste Staffel der Serie hat einen Metascore von 66, basierend auf 34 Kritiken. Die Erstausstrahlung der ersten Folge brach mit über 3 Millionen Zuschauern die bisherigen Rekorde einer eigenproduzierten Serie auf A&E.

## Unterschiede zum Roman und den Filmen
- Während das Haus und das Motel zwar äußerlich starke Ähnlichkeiten mit den Motiven des Filmes von Alfred Hitchcock aus dem Jahr 1960 aufweisen, haben vor allem die inneren Grundrisse einige Abweichungen. So sind die Badewanne und Toilette in den Motelzimmern anders eingebaut als im Film, auch wirken Fassade und Veranda des Motels größer als in der Vorlage aus dem Jahr 1960. Auch weist die Treppe zum Haus hinauf einige Unterschiede auf. Ebenfalls ist die Raumverteilung des ersten Stocks im Haus anders. Im Film ist das Zimmer von Norma Bates wesentlich größer.
- Optisch orientiert sich auch die Charakterzeichnung an der Filmvorlage. Während Norman Bates im Buch als dick und wenig ansehnlich beschrieben wird, weist Freddie Highmore optisch einige Ähnlichkeiten zu Anthony Perkins auf, der in der Verfilmung des Romans die gleiche Rolle verkörperte.
- Im Film erzählt Norman, dass sein Vater starb, als er fünf Jahre alt war. In der Serie ist Norman bereits 17, nachdem sein Vater sechs Monate tot ist.
- Im Film ist das Bates Motel in Kalifornien, während es in der Serie in der fiktiven Stadt White Pine Bay in Oregon angesiedelt ist.
- Während der Film in der Zeit um 1960 spielt, ist die Handlung der Serie ins 21. Jahrhundert versetzt worden.
- In Psycho II hat Norma Bates eine Schwester namens Emma Spool. In der Serie tritt stattdessen ab der zweiten Staffel Normas Bruder Caleb auf. In den Romanen wird keinerlei Verwandtschaft von Norman Bates weiter beleuchtet.
- Während im Film Norma Bates wohl schon eine alte Frau war (Indizien sind die grauen Haare der Leiche, die durch Norman imitierte Stimme und die Dialoge), ist sie in der Serie bei ihrem Tod noch recht jung (41).
- In der legendären Duschszene tötet Norman nicht Marion Crane, sondern Sam Loomis.

## Auszeichnungen
Emmy-Awards
- 2013: Nominierung als Beste Hauptdarstellerin in einer Dramaserie für Vera Farmiga

Critics’ Choice Television Awards
- 2013: Nominierung als Beste Hauptdarstellerin in einer Dramaserie für Vera Farmiga

Saturn Award
- 2014: Nominierung als Beste Fernsehpräsentation
- 2014: Nominierung als Bester Hauptdarsteller in einer Fernsehserie für Freddie Highmore
- 2014: Auszeichnung als Beste Hauptdarstellerin in einer Fernsehserie für Vera Farmiga

Satellite Award
- 2014: Nominierung als Bester Schauspieler in einer Dramaserie für Freddie Highmore
- 2014: Nominierung als Beste Schauspielerin in einer Dramaserie für Vera Farmiga

IGN Awards
- 2014: Nominierung als Beste Schauspielerin in einer Fernsehserie für Vera Farmiga
- 2014: Nominierung als Beste Neue Fernsehserie
- 2014: Nominierung als Beste Horrorserie

## Veröffentlichungen
Die Serie wurde in verschiedenen Ländern als DVD und Blu-ray Disc veröffentlicht.
Deutschland
- Staffel 1 erschien am 27. Februar 2014
- Staffel 2 erschien am 30. Oktober 2014
- Staffel 3 erschien am 12. November 2015
- Staffel 4 erschien am 3. November 2016
- Staffel 5 erschien am 9. November 2017

Vereinigte Staaten
- Staffel 1 erschien am 17. September 2013
- Staffel 2 erschien am 7. Oktober 2014
- Staffel 3 erschien am 13. Oktober 2015
- Staffel 4 erschien am 18. Oktober 2016
- Staffel 5 erschien am 19. September 2017

Großbritannien
- Staffel 1 erschien am 3. Februar 2014
- Staffel 2 erschien am 13. Oktober 2014
- Staffel 3 erschien am 12. Oktober 2015
- Staffel 4 erschien am 10. Oktober 2016
- Staffel 5 erschien am 16. Oktober 2017